# Continente perduto
Continente perduto è un film del 1954 diretto da Enrico Gras, Giorgio Moser e Leonardo Bonzi, vincitore del Premio Speciale della Giuria all'8º Festival di Cannes e, sempre nello stesso anno, dell'Orso d'argento al 5º Festival internazionale del cinema di Berlino.

## Riconoscimenti
- Premio Speciale della Giuria al Festival di Cannes 1955
- Nastro d'argento alla migliore musica